# McCain Stadium
McCain Stadium var hemmaarena för fotbollslaget Scarborough FC. Scarborough var ett fotbollslag som spelade i engelska Conference National. Arenan ligger vid Seamer Road i Scarborough, som är en stad i nordöstra England. Arenan grundades 1898 under namnet Athletic Ground. 1988 sålde Scarborough FC som första lag i England, rättigheten till arenanamnet till McCain Foods och fram till arenans stängning hette den McCain Stadium. 
Arenan tog 6 408 åskådare på de fyra läktarna som heter: Main Stand, The Shed, The East Stand och The West Stand där bortasupportrarna har sina platser.